# Фантастика (телешоу)
«Фантастика» (часто встречается стилизованный вариант «ф а н т а с т и к а») — музыкальное телешоу, выходящее на «Первом канале». На сцене проекта разные знаменитости выступают в образах аватаров, скрывающих их личность. Первый выпуск шоу вышел в эфир 23 сентября 2022 года.
Ведущий проекта — Вадим Галыгин.
По содержанию шоу отличается от подобного проекта «Аватар» на НТВ, но похож по форме — в шоу принимают участие цифровые образы, которыми управляют люди за кулисами. Обе телепередачи похожи на оригинальный американский формат «Alter Ego», российскую адаптацию которого планировал запустить телеканал «Пятница!».

## История
Впервые о создании шоу под названием «Фантастика» стало известно 17 июня 2022 года: его концепцию представил генеральный директор «Первого канала» Константин Эрнст в рамках ПМЭФ. Спустя два месяца, в рамках федерального просветительского марафона «Знание», Эрнст раскрыл, что шоу будет выходить по пятницам в прайм-тайм, тем самым заменив шедший в данном таймслоте в течение 10 лет музыкальный проект «Голос». По словам Эрнста, такое решение было принято ввиду обновления сетки вещания телеканала и привлечения новой аудитории.
Ведущим шоу был объявлен юморист Вадим Галыгин, который получил предложение от Эрнста стать одним из «лиц» телеканала ещё в ноябре 2021 года, в рамках специальной игры к 60-летию КВН.
Со слов директора Дирекции кинопостпродакшна «Первого канала» Антона Ненашева, ставшего главным художником «Фантастики», команда приступила к работе над шоу с сентября 2021 года, занимаясь отбором работ художников из разных стран, покупкой прав на образы и созданием 3D-моделей.
Вместе со стартом первого сезона было выпущено мобильное приложение «Фантастика AR» для сопровождения эфиров музыкального шоу в режиме дополненной реальности.
В феврале 2023 года в СМИ появилась информация о том, что авторская и продюсерская группы Ивана Урганта привлечены к созданию второго сезона. 1 июня 2023 года на конференции «Цифровая индустрия промышленной России» в Нижнем Новгороде системный архитектор программы Андрей Зеленин рассказал, что персонажи для второго сезона уже готовы.
Премьера второго сезона состоялась 27 октября 2023 года.
Премьера третьего сезона состоялась 6 декабря 2024 года.

## Правила
10 участников (в 1 сезоне — 12) скрываются за образами необычных существ. Одни из них — состоявшиеся артисты, а другие — восходящие. Особенность телепроекта — это творческое противостояние двух групп поющих аватаров. Звёзды шоу-бизнеса соревнуются с исполнителями, которые ещё не знакомы массовой аудитории.
В конце выпуска жюри предстояло рассекретить одного из участников — того, чьё выступление в этот раз понравилось им меньше других. В первую очередь, члены жюри должны были угадать — звезда за аватаром или нет. Если они ошибались, участник оставался в телепроекте, если угадывают, что это звезда, им предстояло назвать её или его имя.
Начиная со второго сезона правила изменились. После всех выступлений жюри выставляет баллы по шкале от 1 до 10. Затем они суммируются, и зрители узнают, кто из героев набрал наибольшее количество баллов. Главная интрига в том, кто займёт последнюю строчку в турнирной таблице — этот участник получает жёлтую карточку, которая становится «первым предупреждением». Повторная неудача на любом из следующих этапов автоматически превратит жёлтую карточку в красную. Тогда участник покинет проект и все узнают, кто скрывался за его аватаром. В финале победителем становится тот, кто набрал наибольшее число баллов.

## Сезоны
| Сезон | Премьера         | Финал           | 1 место                                | Ведущий       | Жюри              | Жюри        | Жюри                      | Жюри               | Жюри              |
| Сезон | Премьера         | Финал           | 1 место                                | Ведущий       | 1                 | 2           | 3                         | 4                  | 5                 |
| ----- | ---------------- | --------------- | -------------------------------------- | ------------- | ----------------- | ----------- | ------------------------- | ------------------ | ----------------- |
| 1     | 23 сентября 2022 | 25 ноября 2022  | Юлианна Караулова (Роза Марковна Кляк) | Вадим Галыгин | Дмитрий Маликов   | Дарья Мороз | Телек (Дмитрий Хрусталёв) | Александра Ребенок | Дмитрий Красилов† |
| 2     | 27 октября 2023  | 29 декабря 2023 | Елена Ваенга (Фрекен Бок)              | Вадим Галыгин | Юлианна Караулова | Дарья Мороз | Телек (Дмитрий Хрусталёв) | Александра Ребенок | Дмитрий Красилов† |
| 3     | 6 декабря 2024   | 24 января 2025  | Сергей Минаев (Сеня Швырь)             | Вадим Галыгин | Юлианна Караулова | Дарья Мороз | Телек (Дмитрий Хрусталёв) | Александра Ребенок | Алексей Воробьёв  |

## Первый сезон
Первый сезон стартовал 23 сентября 2022 года. В состав жюри вошли Дмитрий Маликов, Дарья Мороз, Александра Ребенок, Дмитрий Красилов и виртуальный член жюри Телек.

### Участники
| Персонаж           | Знаменитость           | Профессия  | Выпуски | Выпуски | Выпуски | Выпуски | Выпуски | Выпуски | Выпуски | Выпуски | Выпуски | Выпуски |
| Персонаж           | Знаменитость           | Профессия  | 1       | 2       | 3       | 4       | 5       | 6       | 7       | 8       | 9       | 10      |
| ------------------ | ---------------------- | ---------- | ------- | ------- | ------- | ------- | ------- | ------- | ------- | ------- | ------- | ------- |
| Роза Марковна Кляк | Юлианна Караулова      | певица     |         |         |         |         |         |         |         |         |         |         |
| Кот                | Артём Миньков          | певец      |         |         |         |         |         |         |         |         |         |         |
| Сталкер            | Александр Панайотов    | певец      |         |         |         |         |         |         |         |         |         |         |
| Миранда            | Александра Воробьёва   | певица     |         |         |         |         |         |         |         |         |         |         |
| Сирена             | Дарья Антонюк          | певица     |         |         |         |         |         |         |         |         |         |         |
| Катюша             | Полина Гагарина        | певица     |         |         |         |         |         |         |         |         |         |         |
| Бутон              | Иван Чебанов           | певец      |         |         |         |         |         |         |         |         |         |         |
| Фантом             | Дмитрий Колдун         | певец      |         |         |         |         |         |         |         |         |         |         |
| Няш                | Сергей Жуков           | певец      |         |         |         |         |         |         |         |         |         |         |
| Птица              | Юлия Савичева          | певица     |         |         |         |         |         |         |         |         |         |         |
| Эхо                | Mia Boyka              | певица     |         |         |         |         |         |         |         |         |         |         |
| Триггер            | Ив Набиев              | певец      |         |         |         |         |         |         |         |         |         |         |
|                    |                        |            |         |         |         |         |         |         |         |         |         |         |
| Громозека          | Иванушки International | поп-группа |         |         |         |         |         |         |         |         |         |         |
| Фрекен Бок         | Шура                   | певец      |         |         |         |         |         |         |         |         |         |         |

 Участник остался в шоу
 Лучший в выпуске
 Участник набрал наименьшее количество баллов и покинул шоу после того, как жюри верно отгадало артиста
 Участник набрал наименьшее количество баллов, но остался в шоу из-за ошибочного мнения жюри
 Участник не выступал в выпуске
 Участник стал победителем по решению жюри
 Специальный гость
 Состоявшийся артист
 Восходящий артист

### Выпуски

#### Первый выпуск
Данный выпуск был ознакомительным, поэтому не было рассекречено ни одного аватара.
| №  | Персонаж           | Песня                                      |
| -- | ------------------ | ------------------------------------------ |
| 1  | Кот                | «Моя бабушка курит трубку» (Гарик Сукачёв) |
| 2  | Эхо                | «Life» (Zivert)                            |
| 3  | Роза Марковна Кляк | «Оттепель» (Паулина Андреева)              |
| 4  | Сталкер            | «Take On Me» (a-ha)                        |
| 5  | Птица              | «Отпускаю» (МакSим)                        |
| 6  | Няш                | «Я люблю тебя до слёз» (Александр Серов)   |
| 7  | Сирена             | «Frozen» (Мадонна)                         |
| 8  | Триггер            | «Лондон, гудбай» (Кар-мэн)                 |
| 9  | Катюша             | «Катюша» (Михаил Исаковский)               |
| 10 | Фантом             | «Звезда» (Жанна Агузарова)                 |
| 11 | Миранда            | «My Heart Will Go On» (Селин Дион)         |
| 12 | Бутон              | «Я ― то, что надо» (Валерий Сюткин)        |

#### Второй выпуск
| №  | Персонаж           | Песня                                | Баллы | Результат        | Личность    |
| -- | ------------------ | ------------------------------------ | ----- | ---------------- | ----------- |
| 1  | Эхо                | «Драмы больше нет» (Полина Гагарина) | 11    | Остался в шоу    | не раскрыта |
| 2  | Бутон              | «Пароход» (Леонид Агутин)            | 44    | Остался в шоу    | не раскрыта |
| 3  | Сирена             | «Душа» (Наталья Ветлицкая)           | 46    | Остался в шоу    | не раскрыта |
| 4  | Фантом             | «Туда» (Михей и Джуманджи)           | 28    | Остался в шоу    | не раскрыта |
| 5  | Роза Марковна Кляк | «Мама Люба» (Serebro)                | 46    | Остался в шоу    | не раскрыта |
| 6  | Триггер            | «Maybe I Maybe You» (Scorpions)      | 8     | Выбыл из шоу     | Ив Набиев   |
| 7  | Миранда            | «На заре» (Альянс)                   | 32    | Остался в шоу    | не раскрыта |
| 8  | Няш                | «Джулия» (А’Студио)                  | 42    | Остался в шоу    | не раскрыта |
| 9  | Птица              | «Vacanze romane» (Matia Bazar)       | 24    | Остался в шоу    | не раскрыта |
| 10 | Сталкер            | «Это была любовь» (Дима Билан)       | 51    | Лучший в выпуске | не раскрыта |
| 11 | Катюша             | «Старинные часы» (Алла Пугачёва)     | 26    | Остался в шоу    | не раскрыта |
| 12 | Кот                | «Невеста» (Мумий Тролль)             | 32    | Остался в шоу    | не раскрыта |

#### Третий выпуск
| №  | Персонаж           | Песня                                        | Баллы | Результат        | Личность    |
| -- | ------------------ | -------------------------------------------- | ----- | ---------------- | ----------- |
| 1  | Птица              | «Мало тебя» (Serebro)                        | 13    | Ошибка жюри      | не раскрыта |
| 2  | Няш                | «Я куплю тебе дом» (Лесоповал)               | 37    | Остался в шоу    | не раскрыта |
| 3  | Миранда            | «Euphoria» (Лорин)                           | 43    | Лучший в выпуске | не раскрыта |
| 4  | Кот                | «Районы-кварталы» (Звери)                    | 23    | Остался в шоу    | не раскрыта |
| 5  | Роза Марковна Кляк | «Девочка, танцуй» (Artik & Asti)             | 43    | Лучший в выпуске | не раскрыта |
| 6  | Сталкер            | «Беги от меня» (Гости из будущего)           | 25    | Остался в шоу    | не раскрыта |
| 7  | Сирена             | «Bad Romance» (Леди Гага)                    | 42    | Остался в шоу    | не раскрыта |
| 8  | Бутон              | «Люби меня, люби» (Отпетые мошенники)        | 34    | Остался в шоу    | не раскрыта |
| 9  | Катюша             | «Были танцы» (Бьянка)                        | 23    | Остался в шоу    | не раскрыта |
| 10 | Фантом             | «Dusk Till Dawn» (Зейн ft. Сиа)              | 32    | Остался в шоу    | не раскрыта |
| 11 | Эхо                | «Если в сердце живёт любовь» (Юлия Савичева) | 15    | Остался в шоу    | не раскрыта |

#### Четвёртый выпуск
| №  | Персонаж           | Песня                                                  | Баллы | Результат        | Личность    |
| -- | ------------------ | ------------------------------------------------------ | ----- | ---------------- | ----------- |
| 1  | Катюша             | «Ягода малинка» (Хабиб)                                | 19    | Остался в шоу    | не раскрыта |
| 2  | Фантом             | «Тучи» (Иванушки International)                        | 11    | Остался в шоу    | не раскрыта |
| 3  | Эхо                | «Diamonds» (Rihanna)                                   | 7     | Выбыл из шоу     | Mia Boyka   |
| 4  | Бутон              | «Я готов целовать песок» (Владимир Маркин)             | 37    | Остался в шоу    | не раскрыта |
| 5  | Сирена             | «Стоп, ночь» (А’Студио)                                | 37    | Остался в шоу    | не раскрыта |
| 6  | Роза Марковна Кляк | «Bad Guy» (Billie Eilish)                              | 41    | Остался в шоу    | не раскрыта |
| 7  | Сталкер            | «Грустный дэнс» (Artik & Asti feat. Артём Качер)       | 38    | Остался в шоу    | не раскрыта |
| 8  | Кот                | «Believer» (Imagine Dragons)                           | 43    | Лучший в выпуске | не раскрыта |
| 9  | Миранда            | «Не верь слезам» (Шура)                                | 30    | Остался в шоу    | не раскрыта |
| 10 | Няш                | «Здесь лапы у елей дрожат на весу» (Владимир Высоцкий) | 37    | Остался в шоу    | не раскрыта |
| 11 | Птица              | «Цунами» (Нюша)                                        | 29    | Остался в шоу    | не раскрыта |

#### Пятый выпуск
| №  | Персонаж           | Песня                                    | Баллы | Результат        | Личность    |
| -- | ------------------ | ---------------------------------------- | ----- | ---------------- | ----------- |
| 1  | Бутон              | «Делай как я» (Богдан Титомир)           | 44    | Лучший в выпуске | не раскрыта |
| 2  | Роза Марковна Кляк | «Курю» (Елена Ваенга)                    | 35    | Остался в шоу    | не раскрыта |
| 3  | Сирена             | «Беги по небу» (Максим Фадеев)           | 19    | Остался в шоу    | не раскрыта |
| 4  | Няш                | «Мохнатый шмель» (Никита Михалков)       | 29    | Остался в шоу    | не раскрыта |
| 5  | Катюша             | «Je veux» (Zaz)                          | 30    | Остался в шоу    | не раскрыта |
| 6  | Фантом             | «Вечно молодой» (Смысловые галлюцинации) | 9     | Ошибка жюри      | не раскрыта |
| 7  | Птица              | «Останусь» (Город 312)                   | 17    | Остался в шоу    | не раскрыта |
| 8  | Сталкер            | «Believe» (Шер)                          | 35    | Остался в шоу    | не раскрыта |
| 9  | Кот                | «Батарейка» (Жуки)                       | 23    | Остался в шоу    | не раскрыта |
| 10 | Миранда            | «Лететь» (Амега)                         | 34    | Остался в шоу    | не раскрыта |

#### Шестой выпуск
| №  | Персонаж           | Песня                                | Баллы | Результат        | Личность      |
| -- | ------------------ | ------------------------------------ | ----- | ---------------- | ------------- |
| 1  | Сирена             | «Лучшая» (Анжелика Варум и Сливки)   | 17    | Остался в шоу    | не раскрыта   |
| 2  | Няш                | «Кабриолет» (Любовь Успенская)       | 26    | Остался в шоу    | не раскрыта   |
| 3  | Миранда            | «Unstoppable» (Сиа)                  | 33    | Остался в шоу    | не раскрыта   |
| 4  | Птица              | «Розовый фламинго» (Алёна Свиридова) | 6     | Выбыл из шоу     | Юлия Савичева |
| 5  | Кот                | «Кто я без тебя» (Токио)             | 32    | Остался в шоу    | не раскрыта   |
| 6  | Фантом             | «Колыбельная» (Полина Гагарина)      | 33    | Остался в шоу    | не раскрыта   |
| 7  | Роза Марковна Кляк | «Toxic» (Бритни Спирс)               | 47    | Лучший в выпуске | не раскрыта   |
| 8  | Бутон              | «Розовое вино» (Элджей и Feduk)      | 17    | Остался в шоу    | не раскрыта   |
| 9  | Катюша             | «Летний дождь» (Леонид Агутин)       | 18    | Остался в шоу    | не раскрыта   |
| 10 | Сталкер            | «Айсберг» (Алла Пугачёва)            | 46    | Остался в шоу    | не раскрыта   |

#### Седьмой выпуск
| № | Персонаж           | Песня                                          | Баллы | Результат        | Личность     |
| - | ------------------ | ---------------------------------------------- | ----- | ---------------- | ------------ |
| 1 | Катюша             | «Ночь» (Андрей Губин)                          | 13    | Остался в шоу    | не раскрыта  |
| 2 | Роза Марковна Кляк | «Угонщица» (Ирина Аллегрова)                   | 35    | Остался в шоу    | не раскрыта  |
| 3 | Сталкер            | «Can’t Stop the Feeling!» (Джастин Тимберлейк) | 44    | Лучший в выпуске | не раскрыта  |
| 4 | Миранда            | «Нас не догонят» (Тату)                        | 33    | Остался в шоу    | не раскрыта  |
| 5 | Няш                | «Дрессировщик» (Михаил Боярский)               | 11    | Выбыл из шоу     | Сергей Жуков |
| 6 | Фантом             | «Лучшее в тебе» (Гости из будущего)            | 21    | Остался в шоу    | не раскрыта  |
| 7 | Бутон              | «Ты узнаешь её» (Корни)                        | 17    | Остался в шоу    | не раскрыта  |
| 8 | Кот                | «Выпускной» (Баста)                            | 15    | Остался в шоу    | не раскрыта  |
| 9 | Сирена             | «Lady Marmalade» (Labelle)                     | 36    | Остался в шоу    | не раскрыта  |

#### Восьмой выпуск
| № | Персонаж           | Песня                               | Баллы | Результат        | Личность       |
| - | ------------------ | ----------------------------------- | ----- | ---------------- | -------------- |
| 1 | Миранда            | «На сиреневой луне» (Леонид Агутин) | 17    | Остался в шоу    | не раскрыта    |
| 2 | Сталкер            | «Вьюга» (Григорий Лепс)             | 32    | Остался в шоу    | не раскрыта    |
| 3 | Роза Марковна Кляк | «Vogue» (Мадонна)                   | 33    | Лучший в выпуске | не раскрыта    |
| 4 | Бутон              | «Голая» (Градусы)                   | 33    | Лучший в выпуске | не раскрыта    |
| 5 | Кот                | «Беспризорник» (Hi-Fi)              | 17    | Остался в шоу    | не раскрыта    |
| 6 | Сирена             | «Дыши» (Serebro)                    | 26    | Остался в шоу    | не раскрыта    |
| 7 | Фантом             | «Только» (Нюша)                     | 7     | Выбыл из шоу     | Дмитрий Колдун |
| 8 | Катюша             | «Белая ночь» (Виктор Салтыков)      | 15    | Остался в шоу    | не раскрыта    |

#### Девятый выпуск
В этом выпуске аватары пели в дуэте с известными исполнителями. Как и в первом выпуске, голосование не проводилось, все аватары прошли в финал.
| № | Персонаж           | Напарник           | Песня                                                  |
| - | ------------------ | ------------------ | ------------------------------------------------------ |
| 1 | Сирена             | Игорь Николаев     | «Дельфин и русалка» (Игорь Николаев и Наташа Королёва) |
| 2 | Роза Марковна Кляк | Михаил Боярский    | «Маяк» (Михаил Боярский)                               |
| 3 | Кот                | Александр Маршал   | «Moscow calling» (Парк Горького)                       |
| 4 | Катюша             | Филипп Киркоров    | «Хобби» (Анна Асти и Филипп Киркоров)                  |
| 5 | Бутон              | Ирина Тонева       | «Понимаешь» (Павел Артемьев и Ирина Тонева)            |
| 6 | Сталкер            | Владимир Пресняков | «Аэропорты» (Леонид Агутин и Владимир Пресняков)       |
| 7 | Миранда            | Лев Лещенко        | «Вечная любовь» (Шарль Азнавур)                        |

#### Десятый выпуск — финал
| № | Персонаж           | Песня                                                 | Результат  | Личность               |
| - | ------------------ | ----------------------------------------------------- | ---------- | ---------------------- |
| 1 | Громозека          | «Таких не берут в космонавты» (Манго-Манго)           | Угаданы    | Иванушки International |
| 2 | Роза Марковна Кляк | «Спектакль окончен» (Полина Гагарина)                 | Победитель | Юлианна Караулова      |
| 3 | Бутон              | «Я счастливый» (Григорий Лепс)                        | Угадан     | Иван Чебанов           |
| 4 | Катюша             | «Ищу тебя» (Татьяна Анциферова)                       | Угадана    | Полина Гагарина        |
| 5 | Кот                | «Я остаюсь» (Чёрный Обелиск)                          | Не угадан  | Артём Миньков          |
| 6 | Фрекен Бок         | «Зачем вы, девушки, красивых любите?» (Нина Сазонова) | Угадан     | Шура                   |
| 7 | Сирена             | «Earth Song» (Майкл Джексон)                          | Угадана    | Дарья Антонюк          |
| 8 | Миранда            | «Замок из дождя» (Владимир Пресняков)                 | Угадана    | Александра Воробьёва   |
| 9 | Сталкер            | «The Show Must Go On» (Queen)                         | Угадан     | Александр Панайотов    |

## Второй сезон
Второй сезон стартовал 27 октября 2023 года. Произошло изменение в составе жюри: место Дмитрия Маликова заняла Юлианна Караулова.

### Участники
| Персонаж           | Знаменитость          | Профессия | Выпуски | Выпуски | Выпуски | Выпуски | Выпуски | Выпуски | Выпуски | Выпуски | Выпуски | Выпуски |
| Персонаж           | Знаменитость          | Профессия | 1       | 2       | 3       | 4       | 5       | 6       | 7       | 8       | 9       | 10      |
| ------------------ | --------------------- | --------- | ------- | ------- | ------- | ------- | ------- | ------- | ------- | ------- | ------- | ------- |
| Фрекен Бок         | Елена Ваенга          | певица    |         |         |         |         |         |         |         |         |         |         |
| Матильда           | Валерия Астапова      | певица    |         |         |         |         |         |         |         |         |         |         |
| Антон              | Андрей Гризли         | певец     |         |         |         |         |         |         |         |         |         |         |
| Королева           | Ирина Дубцова         | певица    |         |         |         |         |         |         |         |         |         |         |
| IТихон             | Антон Токарев         | певец     |         |         |         |         |         |         |         |         |         |         |
| Пеппи              | Аглая Шиловская       | актриса   |         |         |         |         |         |         |         |         |         |         |
| Трубадур           | Глеб Матвейчук        | актёр     |         |         |         |         |         |         |         |         |         |         |
| Зая                | Александр Шоуа        | певец     |         |         |         |         |         |         |         |         |         |         |
| Роза Марковна Кляк | Анастасия Спиридонова | певица    |         |         |         |         |         |         |         |         |         |         |
| Михалыч            | Александр Маршал      | певец     |         |         |         |         |         |         |         |         |         |         |

 Участник остался в шоу
 Лучший в выпуске
 Участник набрал наименьшее количество баллов и покинул шоу 
 Участник набрал наименьшее количество баллов и получил «жёлтую карточку»
 Участник не выступал в выпуске
 Участник стал победителем по решению жюри
 Участник дошёл до финала, и на его раскрытии жюри не угадало аватара
 Участник дошёл до финала, и на его раскрытии жюри угадало аватара
 Состоявшийся артист
 Восходящий артист

### Выпуски

#### Первый выпуск
| №  | Персонаж           | Песня                                                                |
| -- | ------------------ | -------------------------------------------------------------------- |
| 1  | Трубадур           | «Мы к вам заехали на час» (из м/ф «По следам бременских музыкантов») |
| 2  | Пеппи              | «Любочка» (Маша и медведи)                                           |
| 3  | Михалыч            | «Песенка о шпаге» (из к/ф «Достояние республики»)                    |
| 4  | Фрекен Бок         | «Чашка кофею» (Марина Хлебникова)                                    |
| 5  | Антон              | «Полетели» (Филипп Киркоров)                                         |
| 6  | Зая                | «Sex Bomb» (Том Джонс)                                               |
| 7  | Матильда           | «Шопен» (Елена Ваенга)                                               |
| 8  | Королева           | «Je t’aime» (Лара Фабиан)                                            |
| 9  | IТихон             | «Вне зоны доступа» (Город 312)                                       |
| 10 | Роза Марковна Кляк | «Посмотри в глаза» (Наталья Ветлицкая)                               |

#### Второй выпуск
| №  | Персонаж           | Песня                                                         | Баллы | Результат             | Личность    |
| -- | ------------------ | ------------------------------------------------------------- | ----- | --------------------- | ----------- |
| 1  | Пеппи              | «Малинки» (Дискотека Авария и Жанна Фриске)                   | 26    | Остался в шоу         | не раскрыта |
| 2  | Зая                | «Ария Мистера Икс» (Георг Отс)                                | 27    | Остался в шоу         | не раскрыта |
| 3  | Фрекен Бок         | «Колыбельная медведицы» (из м/ф «Умка»)                       | 26    | Остался в шоу         | не раскрыта |
| 4  | Матильда           | «Мама, я танцую» (2Маши)                                      | 43    | Лучший в выпуске      | не раскрыта |
| 5  | IТихон             | «Я это ты» (Мурат Насыров) / «Стрелы» (Markul & Тося Чайкина) | 43    | Лучший в выпуске      | не раскрыта |
| 6  | Роза Марковна Кляк | «Hot Stuff» (Донна Саммер)                                    | 33    | Остался в шоу         | не раскрыта |
| 7  | Трубадур           | «Девчонка-девчоночка» (Евгений Белоусов)                      | 6     | Первое предупреждение | не раскрыта |
| 8  | Королева           | «Ориентация север» (Лолита)                                   | 29    | Остался в шоу         | не раскрыта |
| 9  | Антон              | «Insatiable» (Даррен Хейз)                                    | 21    | Остался в шоу         | не раскрыта |
| 10 | Михалыч            | «До свидания, мама» (Моральный кодекс)                        | 19    | Остался в шоу         | не раскрыта |

#### Третий выпуск
| №  | Персонаж           | Песня                             | Баллы | Результат             | Личность    |
| -- | ------------------ | --------------------------------- | ----- | --------------------- | ----------- |
| 1  | Фрекен Бок         | «О, боже, какой мужчина» (Натали) | 45    | Лучший в выпуске      | не раскрыта |
| 2  | Трубадур           | «Всё, что тебя касается» (Звери)  | 29    | Остался в шоу         | не раскрыта |
| 3  | Зая                | «Confessa» (Адриано Челентано)    | 42    | Остался в шоу         | не раскрыта |
| 4  | Антон              | «Отшумели летние дожди» (Шура)    | 16    | Остался в шоу         | не раскрыта |
| 5  | Роза Марковна Кляк | «За четыре моря» (Блестящие)      | 15    | Остался в шоу         | не раскрыта |
| 6  | Матильда           | «Highway to hell» (AC/DC)         | 35    | Остался в шоу         | не раскрыта |
| 7  | Михалыч            | «Царевна» (Дмитрий Колдун)        | 9     | Первое предупреждение | не раскрыта |
| 8  | Королева           | «Я искала тебя» (А’Студио)        | 24    | Остался в шоу         | не раскрыта |
| 9  | IТихон             | «Он тебя целует» (Руки Вверх!)    | 32    | Остался в шоу         | не раскрыта |
| 10 | Пеппи              | «Мой рай» (МакSим)                | 28    | Остался в шоу         | не раскрыта |

#### Четвёртый выпуск
| №  | Персонаж           | Песня                                              | Баллы | Результат             | Личность    |
| -- | ------------------ | -------------------------------------------------- | ----- | --------------------- | ----------- |
| 1  | Пеппи              | «На большом воздушном шаре» (Ёлка)                 | 21    | Остался в шоу         | не раскрыта |
| 2  | Антон              | «Хоп хей ла ла лей» (Леонид Агутин)                | 29    | Остался в шоу         | не раскрыта |
| 3  | Фрекен Бок         | «Романс черепахи Тортиллы» (Рина Зелёная)          | 36    | Остался в шоу         | не раскрыта |
| 4  | Роза Марковна Кляк | «Шагай» (Полина Гагарина)                          | 38    | Остался в шоу         | не раскрыта |
| 5  | Трубадур           | «Billie Jean» (Майкл Джексон)                      | 24    | Остался в шоу         | не раскрыта |
| 6  | Королева           | «Я тебе не верю» (Григорий Лепс и Ирина Аллегрова) | 32    | Остался в шоу         | не раскрыта |
| 7  | Михалыч            | «Прасковья» (Uma2rman)                             | 16    | Остался в шоу         | не раскрыта |
| 8  | Матильда           | «Titanium» (Давид Гетта и Сиа)                     | 46    | Лучший в выпуске      | не раскрыта |
| 9  | Зая                | «Твори добро» (Шура)                               | 15    | Первое предупреждение | не раскрыта |
| 10 | IТихон             | «Лунные ночи» (Мурат Насыров и Алёна Апина)        | 18    | Остался в шоу         | не раскрыта |

#### Пятый выпуск
| №  | Персонаж           | Песня                                                    | Баллы | Результат        | Личность         |
| -- | ------------------ | -------------------------------------------------------- | ----- | ---------------- | ---------------- |
| 1  | Роза Марковна Кляк | «Пропадаю я» (Любовь Успенская)                          | 16    | Остался в шоу    | не раскрыта      |
| 2  | Трубадур           | «Если хочешь остаться» (Дискотека Авария)                | 26    | Остался в шоу    | не раскрыта      |
| 3  | Королева           | «Bloody Mary» (Леди Гага)                                | 49    | Лучший в выпуске | не раскрыта      |
| 4  | Фрекен Бок         | «Обыкновенный» (Елена Ваенга и Алёна Петровская)         | 27    | Остался в шоу    | не раскрыта      |
| 5  | Зая                | «Я не забуду тебя (Сибирские морозы)» (Владимир Кузьмин) | 36    | Остался в шоу    | не раскрыта      |
| 6  | IТихон             | «Ты горишь как огонь» (Slava Marlow)                     | 41    | Остался в шоу    | не раскрыта      |
| 7  | Матильда           | «Медведица» (Мумий Тролль)                               | 38    | Остался в шоу    | не раскрыта      |
| 8  | Михалыч            | «I Shot The Sheriff» (Боб Марли)                         | 7     | Выбыл из шоу     | Александр Маршал |
| 9  | Пеппи              | «Привет» (Юлия Савичева)                                 | 14    | Остался в шоу    | не раскрыта      |
| 10 | Антон              | «Ресницы» (Братья Грим)                                  | 24    | Остался в шоу    | не раскрыта      |

#### Шестой выпуск
| № | Персонаж           | Песня                                   | Баллы | Результат             | Личность    |
| - | ------------------ | --------------------------------------- | ----- | --------------------- | ----------- |
| 1 | Зая                | «Казанова» (Валерий Леонтьев)           | 26    | Остался в шоу         | не раскрыта |
| 2 | Пеппи              | «Выбирать чудо» (Нюша)                  | 23    | Остался в шоу         | не раскрыта |
| 3 | Трубадур           | «The Final Countdown» (Europe)          | 28    | Остался в шоу         | не раскрыта |
| 4 | Роза Марковна Кляк | «Императрица» (Ирина Аллегрова)         | 8     | Первое предупреждение | не раскрыта |
| 5 | Антон              | «Не дано» (Hi-Fi)                       | 17    | Остался в шоу         | не раскрыта |
| 6 | Фрекен Бок         | «Перекрёсток» (Чиж & Co)                | 36    | Остался в шоу         | не раскрыта |
| 7 | IТихон             | «Beggin» (Madcon)                       | 38    | Остался в шоу         | не раскрыта |
| 8 | Королева           | «Там нет меня» (Игорь Николаев)         | 12    | Остался в шоу         | не раскрыта |
| 9 | Матильда           | «Свет твоей любви» (Кристина Орбакайте) | 39    | Лучший в выпуске      | не раскрыта |

#### Седьмой выпуск
| № | Персонаж           | Песня                                 | Баллы | Результат        | Личность              |
| - | ------------------ | ------------------------------------- | ----- | ---------------- | --------------------- |
| 1 | Фрекен Бок         | «Паромщик» (Алла Пугачёва)            | 34    | Остался в шоу    | не раскрыта           |
| 2 | Антон              | «Party Rock Anthem» (LMFAO)           | 19    | Остался в шоу    | не раскрыта           |
| 3 | Королева           | «Солнышко» (Демо)                     | 18    | Остался в шоу    | не раскрыта           |
| 4 | Роза Марковна Кляк | «Гагарин, я вас любила» (Ундервуд)    | 11    | Выбыл из шоу     | Анастасия Спиридонова |
| 5 | Зая                | «Я тебя люблю» (Николай Носков)       | 36    | Лучший в выпуске | не раскрыта           |
| 6 | Матильда           | «Ворона» (Линда)                      | 35    | Остался в шоу    | не раскрыта           |
| 7 | Трубадур           | «Без тебя» (Стас Михайлов)            | 16    | Остался в шоу    | не раскрыта           |
| 8 | Пеппи              | «Oops! I did it again» (Бритни Спирс) | 19    | Остался в шоу    | не раскрыта           |
| 9 | IТихон             | «Нажми на кнопку» (Технология)        | 34    | Остался в шоу    | не раскрыта           |

#### Восьмой выпуск
| № | Персонаж   | Песня                                | Баллы | Результат        | Личность       |
| - | ---------- | ------------------------------------ | ----- | ---------------- | -------------- |
| 1 | Трубадур   | «Моя любовь на пятом этаже» (Секрет) | 11    | Остался в шоу    | не раскрыта    |
| 2 | Пеппи      | «Летели недели» (Сливки)             | 27    | Остался в шоу    | не раскрыта    |
| 3 | Зая        | «Bamboleo» (Gipsy Kings)             | 8     | Выбыл из шоу     | Александр Шоуа |
| 4 | Фрекен Бок | «Карусель» (Любовь Успенская)        | 20    | Остался в шоу    | не раскрыта    |
| 5 | IТихон     | «Внеорбитные» (Юлианна Караулова)    | 34    | Лучший в выпуске | не раскрыта    |
| 6 | Матильда   | «Бьёт бит» (IOWA)                    | 28    | Остался в шоу    | не раскрыта    |
| 7 | Антон      | «Crazy» (Gnarls Barkley)             | 19    | Остался в шоу    | не раскрыта    |
| 8 | Королева   | «Я тебя отвоюю» (Ирина Аллегрова)    | 33    | Остался в шоу    | не раскрыта    |

#### Девятый выпуск
18 декабря 2023 года скончался член жюри Дмитрий Красилов. «Первый канал» успел отснять финальные выпуски шоу с участием артиста и показал их в честь его памяти.
| № | Персонаж   | Напарник            | Песня                                 | Баллы | Результат             | Личность    |
| - | ---------- | ------------------- | ------------------------------------- | ----- | --------------------- | ----------- |
| 1 | Фрекен Бок | Хабиб               | «Ягода малинка» (Хабиб)               | 27    | Остался в шоу         | не раскрыта |
| 2 | IТихон     | Люся Чеботина       | «Плакал Голливуд» (Люся Чеботина)     | 18    | Остался в шоу         | не раскрыта |
| 3 | Трубадур   | Александр Малинин   | «Напрасные слова» (Александр Малинин) | 22    | Остался в шоу         | не раскрыта |
| 4 | Пеппи      | Нюша                | «Вою на Луну» (Нюша)                  | 28    | Лучший в выпуске      | не раскрыта |
| 5 | Королева   | Александр Панайотов | «Лабиринт» (Григорий Лепс)            | 13    | Остался в шоу         | не раскрыта |
| 6 | Антон      | Ани Лорак           | «Сопрано» (Мот и Ани Лорак)           | 11    | Первое предупреждение | не раскрыта |
| 7 | Матильда   | Алексей Воробьёв    | «Shape of My Heart» (Стинг)           | 14    | Остался в шоу         | не раскрыта |

#### Десятый выпуск — финал
| № | Персонаж   | Песня                                        | Результат  | Личность         |
| - | ---------- | -------------------------------------------- | ---------- | ---------------- |
| 1 | Трубадур   | «Ничего на свете лучше нету» (Олег Анофриев) | Угадан     | Глеб Матвейчук   |
| 2 | Пеппи      | «Видели ночь» (Виктор Цой)                   | Угадана    | Аглая Шиловская  |
| 3 | Фрекен Бок | «Утренняя гимнастика» (Владимир Высоцкий)    | Победитель | Елена Ваенга     |
| 4 | IТихон     | «До скорой встречи» (Звери)                  | Угадан     | Антон Токарев    |
| 5 | Королева   | «Survivor» (Destiny's Child)                 | Угадана    | Ирина Дубцова    |
| 6 | Антон      | «Сказка в моей жизни» (Владимир Кузьмин)     | Угадан     | Андрей Гризли    |
| 7 | Матильда   | «Кукла колдуна» (Король и Шут)               | Угадана    | Валерия Астапова |

## Третий сезон
Третий сезон стартовал 6 декабря 2024 года. Произошло изменение в составе жюри: место Дмитрия Красилова занял Алексей Воробьёв.

### Участники
| Персонаж       | Знаменитость     | Профессия      | Общее кол-во баллов за все выпуски | Выпуски | Выпуски | Выпуски | Выпуски | Выпуски | Выпуски | Выпуски | Выпуски |
| Персонаж       | Знаменитость     | Профессия      | Общее кол-во баллов за все выпуски | 1       | 2       | 3       | 4       | 5       | 6       | 7       | 8       |
| -------------- | ---------------- | -------------- | ---------------------------------- | ------- | ------- | ------- | ------- | ------- | ------- | ------- | ------- |
| Сеня Швырь     | Сергей Минаев    | певец          | 232                                |         |         |         |         |         |         |         |         |
| Лунный Лис     | Кирилл Астапов   | певец          | 231                                |         |         |         |         |         |         |         |         |
| Инна Планетная | Ева Польна       | певица         | 204                                |         |         |         |         |         |         |         |         |
| Био Ника       | Виктория Дайнеко | певица         | 192                                |         |         |         |         |         |         |         |         |
| Забава         | Аида Гарифуллина | оперная певица | 184                                |         |         |         |         |         |         |         |         |
| Незнайка       | Хабиб            | певец          | 133                                |         |         |         |         |         |         |         |         |
| Львёнок        | Мирон Проворов   | актёр          | 130                                |         |         |         |         |         |         |         |         |
| Мила Йогович   | Нонна Гришаева   | актриса        |                                    |         |         |         |         |         |         |         |         |
| Великолепный   | Евгений Дятлов   | актёр          |                                    |         |         |         |         |         |         |         |         |
| Макс           | Akmal'           | певец          |                                    |         |         |         |         |         |         |         |         |

 Участник остался в шоу
 Лучший в выпуске
 Участник набрал наименьшее количество баллов и покинул шоу
 Участник набрал наименьшее количество баллов и получил «жёлтую карточку»
 Участник не выступал в выпуске
 Участник стал победителем по решению жюри
 Участник дошёл до финала, и на его раскрытии жюри не угадало аватара
 Участник дошёл до финала, и на его раскрытии жюри угадало аватара
 Состоявшийся артист
 Восходящий артист

### Выпуски

#### Первый выпуск
| №  | Персонаж       | Песня                                                                     |
| -- | -------------- | ------------------------------------------------------------------------- |
| 1  | Незнайка       | «Волшебник-недоучка» (Алла Пугачёва)                                      |
| 2  | Био Ника       | «Сломана» (SEREBRO)                                                       |
| 3  | Сеня Швырь     | «Я милого узнаю по походке» (Гарик Сукачёв)                               |
| 4  | Мила Йогович   | «Чудесная страна» (Жанна Агузарова)                                       |
| 5  | Львёнок        | «Песенка Львёнка и Черепахи» (из м/ф «Как Львёнок и Черепаха пели песню») |
| 6  | Забава         | «Вокализ»                                                                 |
| 7  | Макс           | «Никак» (JONY)                                                            |
| 8  | Инна Планетная | «На сиреневой луне» (Леонид Агутин)                                       |
| 9  | Великолепный   | «Tombe la neige» (Сальваторе Адамо)                                       |
| 10 | Лунный Лис     | «Верхом на звезде» (Найк Борзов)                                          |

#### Второй выпуск
| №  | Персонаж       | Песня                                | Баллы | Результат             | Личность    |
| -- | -------------- | ------------------------------------ | ----- | --------------------- | ----------- |
| 1  | Львёнок        | «Острова» (Владимир Пресняков)       | 18    | Остался в шоу         | не раскрыта |
| 2  | Великолепный   | «Текила-любовь» (Валерий Меладзе)    | 14    | Остался в шоу         | не раскрыта |
| 3  | Мила Йогович   | «Ведьма-речка» (из фильма «Чародеи») | 23    | Остался в шоу         | не раскрыта |
| 4  | Незнайка       | «Незабудка» (Тима Белорусских)       | 21    | Остался в шоу         | не раскрыта |
| 5  | Инна Планетная | «Sing It Back» (Moloko)              | 32    | Остался в шоу         | не раскрыта |
| 6  | Лунный Лис     | «Комета» (Jony)                      | 49    | Лучший в выпуске      | не раскрыта |
| 7  | Забава         | «Мечтатели» (Дима Билан)             | 36    | Остался в шоу         | не раскрыта |
| 8  | Макс           | «Абсолютно всё» (Мот и Бьянка)       | 11    | Первое предупреждение | не раскрыта |
| 9  | Био Ника       | «Смотри» (Полина Гагарина)           | 42    | Остался в шоу         | не раскрыта |
| 10 | Сеня Швырь     | «Самый лучший день» (Григорий Лепс)  | 24    | Остался в шоу         | не раскрыта |

#### Третий выпуск
| №  | Персонаж       | Песня                                                                 | Баллы | Результат        | Личность    |
| -- | -------------- | --------------------------------------------------------------------- | ----- | ---------------- | ----------- |
| 1  | Мила Йогович   | «На Титанике» (Лолита)                                                | 23    | Остался в шоу    | не раскрыта |
| 2  | Львёнок        | «Ручки» (Вирус!)                                                      | 14    | Остался в шоу    | не раскрыта |
| 3  | Забава         | «Колыбельная» (Полина Гагарина)                                       | 35    | Остался в шоу    | не раскрыта |
| 4  | Великолепный   | «Delilah» (Том Джонс)                                                 | 19    | Остался в шоу    | не раскрыта |
| 5  | Незнайка       | «Белая стрекоза любви» (Quest Pistols Show)                           | 29    | Остался в шоу    | не раскрыта |
| 6  | Био Ника       | «Бегу к тебе» (A'Studio)                                              | 27    | Остался в шоу    | не раскрыта |
| 7  | Сеня Швырь     | «Танго „Магнолия“» (Александр Вертинский)                             | 36    | Остался в шоу    | не раскрыта |
| 8  | Макс           | «Голоса» (Звонкий)                                                    | 12    | Выбыл из шоу     | Akmal'      |
| 9  | Инна Планетная | «Если ты когда-нибудь меня простишь» (Леонид Агутин и Анжелика Варум) | 45    | Лучший в выпуске | не раскрыта |
| 10 | Лунный Лис     | «Love Me Again» (Джон Ньюмен)                                         | 43    | Остался в шоу    | не раскрыта |

#### Четвёртый выпуск
| № | Персонаж       | Песня                                          | Баллы | Результат             | Личность    |
| - | -------------- | ---------------------------------------------- | ----- | --------------------- | ----------- |
| 1 | Сеня Швырь     | «Симона» (Владимир Кузьмин)                    | 35    | Остался в шоу         | не раскрыта |
| 2 | Инна Планетная | «Wake Up» (Zivert)                             | 26    | Остался в шоу         | не раскрыта |
| 3 | Незнайка       | «Опера № 2» (Витас)                            | 34    | Остался в шоу         | не раскрыта |
| 4 | Львёнок        | «Модный танец арам-зам-зам» (Дискотека Авария) | 23    | Остался в шоу         | не раскрыта |
| 5 | Био Ника       | «Плачу на техно» (Cream Soda)                  | 30    | Остался в шоу         | не раскрыта |
| 6 | Великолепный   | «I Love You» (Адриано Челентано)               | 11    | Первое предупреждение | не раскрыта |
| 7 | Забава         | «Cinema Paradiso»                              | 18    | Остался в шоу         | не раскрыта |
| 8 | Лунный Лис     | «Паранойя» (Николай Носков)                    | 37    | Лучший в выпуске      | не раскрыта |
| 9 | Мила Йогович   | «Мал-помалу» (Алла Пугачёва)                   | 11    | Первое предупреждение | не раскрыта |

#### Пятый выпуск
| № | Персонаж       | Песня                                                | Баллы | Результат        | Личность       |
| - | -------------- | ---------------------------------------------------- | ----- | ---------------- | -------------- |
| 1 | Незнайка       | «Юность» (Dabro)                                     | 24    | Остался в шоу    | не раскрыта    |
| 2 | Инна Планетная | «А у моей любви» (Алсу)                              | 21    | Остался в шоу    | не раскрыта    |
| 3 | Великолепный   | «Bensonhurst Blues» (из к/ф «За шкуру полицейского») | 9     | Выбыл из шоу     | Евгений Дятлов |
| 4 | Био Ника       | «Покинула чат» (Клава Кока)                          | 17    | Остался в шоу    | не раскрыта    |
| 5 | Львёнок        | «Бумажный змей» (Алла Пугачёва)                      | 27    | Остался в шоу    | не раскрыта    |
| 6 | Забава         | «Bring Me To Life» (Evanescence)                     | 29    | Остался в шоу    | не раскрыта    |
| 7 | Лунный Лис     | «Одно и тоже» (IOWA)                                 | 36    | Остался в шоу    | не раскрыта    |
| 8 | Мила Йогович   | «Малыш» (Кино)                                       | 19    | Остался в шоу    | не раскрыта    |
| 9 | Сеня Швырь     | «Снег» (Филипп Киркоров)                             | 43    | Лучший в выпуске | не раскрыта    |

#### Шестой выпуск
| № | Персонаж       | Напарник            | Песня                                            | Баллы | Результат             | Личность    |
| - | -------------- | ------------------- | ------------------------------------------------ | ----- | --------------------- | ----------- |
| 1 | Сеня Швырь     | Лариса Долина       | «Погода в доме» (Лариса Долина)                  | 20    | Остался в шоу         | не раскрыта |
| 2 | Львёнок        | Amirchik            | «Розовый вечер» (Ласковый май)                   | 7     | Первое предупреждение | не раскрыта |
| 3 | Инна Планетная | Алёна Свиридова     | «Розовый фламинго» (Алёна Свиридова)             | 21    | Остался в шоу         | не раскрыта |
| 4 | Незнайка       | Burito              | «По волнам» (Burito)                             | 14    | Остался в шоу         | не раскрыта |
| 5 | Мила Йогович   | Полина Гагарина     | «Шагай» (Полина Гагарина)                        | 22    | Остался в шоу         | не раскрыта |
| 6 | Лунный Лис     | Дмитрий Колдун      | «Аэропорты» (Леонид Агутин и Владимир Пресняков) | 29    | Остался в шоу         | не раскрыта |
| 7 | Забава         | Таисия Повалий      | «Memory» (из мюзикла «Кошки»)                    | 28    | Остался в шоу         | не раскрыта |
| 8 | Био Ника       | Александр Панайотов | «All by Myself» (Эрик Кармен)                    | 39    | Лучший в выпуске      | не раскрыта |

#### Седьмой выпуск
| № | Персонаж       | Песня                                     | Баллы | Результат        | Личность       |
| - | -------------- | ----------------------------------------- | ----- | ---------------- | -------------- |
| 1 | Незнайка       | «Южная ночь» (Звери)                      | 19    | Остался в шоу    | не раскрыта    |
| 2 | Забава         | «Нежность» (Майя Кристалинская)           | 24    | Остался в шоу    | не раскрыта    |
| 3 | Лунный Лис     | «Знаешь» (Rozhden)                        | 17    | Остался в шоу    | не раскрыта    |
| 4 | Сеня Швырь     | «Рыба» (Ленинград)                        | 39    | Лучший в выпуске | не раскрыта    |
| 5 | Био Ника       | «Tattoo» (Лорин)                          | 28    | Остался в шоу    | не раскрыта    |
| 6 | Львёнок        | «Плюша» (Карт-Бланш)                      | 19    | Остался в шоу    | не раскрыта    |
| 7 | Мила Йогович   | «Цвет настроения синий» (Филипп Киркоров) | 5     | Выбыл из шоу     | Нонна Гришаева |
| 8 | Инна Планетная | «Big Girls Cry» (Sia)                     | 29    | Остался в шоу    | не раскрыта    |

#### Восьмой выпуск — финал
В этом выпуске также рассекретили виртуального члена жюри — Телека: Дмитрий Хрусталёв.
| № | Персонаж       | Песня                                            | Баллы | Результат  | Личность         |
| - | -------------- | ------------------------------------------------ | ----- | ---------- | ---------------- |
| 1 | Инна Планетная | «Лучшее в тебе» (Гости из будущего)              | 30    | Угадан     | Ева Польна       |
| 2 | Незнайка       | «Pedro» (Jaxomy, Agatino Romero, Rafaella Carra) | 12    | Угадан     | Хабиб            |
| 3 | Лунный Лис     | «На меньшее я не согласен» (Николай Носков)      | 20    | Угадан     | Кирилл Астапов   |
| 4 | Био Ника       | «Под гипнозом» (Artik & Asti)                    | 9     | Угадан     | Виктория Дайнеко |
| 5 | Львёнок        | «Только танец»                                   | 22    | Угадан     | Мирон Проворов   |
| 6 | Забава         | «Frozen» (Мадонна)                               | 14    | Угадан     | Аида Гарифуллина |
| 7 | Сеня Швырь     | «Красавчик» (Валерий Сюткин)                     | 33    | Победитель | Сергей Минаев    |

## Специальные выпуски

### Выступления аватаров на «Новогодней ночи на Первом канале» (31 декабря 2022 года)
| №       | Персонаж                                      | Песня                                                            | Год песни | Личность                                        |
| ------- | --------------------------------------------- | ---------------------------------------------------------------- | --------- | ----------------------------------------------- |
| 1 (4)   | Миранда                                       | «На берегу неба» (Дима Билан)                                    | 2004      | Александра Воробьёва                            |
| 2 (7)   | Кот                                           | «Районы-кварталы» (Звери)                                        | 2004      | Артём Миньков                                   |
| 3 (11)  | Триггер, Фантом, Сталкер и Александра Ребенок | «Belle» (Вячеслав Петкун, Александр Маракулин и Антон Макарский) | 2002      | Ив Набиев, Дмитрий Колдун и Александр Панайотов |
| 4 (24)  | Роза Марковна Кляк                            | «Ла-ла-ла» (Жанна Фриске)                                        | 2004      | Юлианна Караулова                               |
| 5 (28)  | Эхо                                           | «Мой мармеладный» (Катя Лель)                                    | 2003      | Mia Boyka                                       |
| 6 (33)  | Бутон                                         | «Сука-любовь» (Михей)                                            | 2000      | Иван Чебанов                                    |
| 7 (40)  | Сирена                                        | «Песня № 1» (Serebro)                                            | 2007      | Дарья Антонюк                                   |
| 8 (43)  | Катюша                                        | «Нас не догонят» (Тату)                                          | 2001      | Полина Гагарина                                 |
| 9 (47)  | Няш                                           | «Алёшка» (Руки Вверх!)                                           | 2000      | Сергей Жуков                                    |
| 10 (50) | Птица                                         | «Аэропорт» (Елена Ваенга)                                        | 2010      | Юлия Савичева                                   |

### Специальный выпуск «Голос. Дети— это Фантастика!» (22 ноября 2024 года)
Ведущими были Яна Чурикова и Вадим Галыгин. Наставники угадывали, кто скрывается под аватарами.
| Наставник         | № | Участник           | Персонаж   | Песня                    | Результат | Личность              |
| ----------------- | - | ------------------ | ---------- | ------------------------ | --------- | --------------------- |
| JONY              | 1 | Анна Кукина        | Умка       | «Колыбельная медведицы»  | Угадан    | Пелагея               |
| Дима Билан        | 2 | Григорий Дружинин  | Фрекен Бок | «Эй, вы, там, наверху»   | Угадан    | Анастасия Спиридонова |
| Юлианна Караулова | 3 | Арина Точилова     | Трубадур   | «Луч солнца золотого»    | Угадан    | Сергей Волчков        |
| Дима Билан        | 4 | Нелли Байматова    | Шапокляк   | «Holding Out for a Hero» | Угадан    | Полина Гагарина       |
| Дима Билан        | 5 | Василий Иголкин    | Водяной    | «Дожди»                  | Угадан    | Игорь Корнелюк        |
| Юлианна Караулова | 6 | Роман Скробот      | Енот Со    | «Бьёт бит»               | Не угадан | Алиса Кожикина        |
| Юлианна Караулова | 7 | Эвелина Радбиль    | Атаманша   | «Песня Атаманши»         | Угадан    | Лариса Долина         |
| JONY              | 8 | Андрей Прибыльский | Бонифаций  | «Circle of Life»         | Угадан    | Александр Панайотов   |
| JONY              | 9 | Саид Галиуллин     | Громозека  | «Трава у дома»           | Угадан    | Сергей Жилин          |

### Комментарии
1. ↑  В номерах Трубадуру помогали Роман Архипов (Пёс), Александр Киреев (Кот), Антон Лаврентьев (Осёл) и Елена Максимова (Петух).
2. ↑  В выступлении роль колдуна исполнил Дмитрий Колдун.